# Scherma ai Giochi della XXXI Olimpiade - Fioretto a squadre maschile
Il fioretto a squadre maschile dei giochi olimpici di Rio 2016 si è svolto il 12 agosto 2016 presso la Arena Carioca 3.

## Programma
| Date                    | Time  | Round                   |
| ----------------------- | ----- | ----------------------- |
| Venerdì, 12 agosto 2016 | 14:00 | Qualificazioni e finale |

## Risultati

### Finali
|  | Quarti                | Quarti                |         |                       | Semifinale | Semifinale |  |  | Finale | Finale |
|  |                       |                       |         |                       |            |            |  |  |        |        |
|  |                       |                       |         |                       |            |            |  |  |        |        |
|  |                       |                       |         |                       |            |            |  |  |        |        |
|  | Italia                | 45                    |         |                       |            |            |  |  |        |        |
|  | Italia                | 45                    |         |                       |            |            |  |  |        |        |
|  | Brasile               | 27                    |         |                       |            |            |  |  |        |        |
|  | Brasile               | 27                    | Italia  | 30                    |            |            |  |  |        |        |
|  |                       |                       | Italia  | 30                    |            |            |  |  |        |        |
|  |                       | Francia               | 45      |                       |            |            |  |  |        |        |
|  | Cina                  | Francia               | 45      | 42                    |            |            |  |  |        |        |
|  | Cina                  |                       |         | 42                    |            |            |  |  |        |        |
|  | Francia               | 45                    |         |                       |            |            |  |  |        |        |
|  | Francia               | 45                    | Francia | 41                    |            |            |  |  |        |        |
|  |                       |                       | Francia | 41                    |            |            |  |  |        |        |
|  |                       | Russia                | 45      |                       |            |            |  |  |        |        |
|  | Russia                | Russia                | 45      | 45                    |            |            |  |  |        |        |
|  | Russia                |                       |         | 45                    |            |            |  |  |        |        |
|  | Gran Bretagna         | 43                    |         |                       |            |            |  |  |        |        |
|  | Gran Bretagna         | 43                    | Russia  | 45                    | 3º posto   | 3º posto   |  |  |        |        |
|  |                       |                       | Russia  | 45                    | 3º posto   | 3º posto   |  |  |        |        |
|  |                       | Stati Uniti d'America | 41      |                       |            |            |  |  |        |        |
|  | Egitto                | Stati Uniti d'America | 41      | 37                    | Italia     | 31         |  |  |        |        |
|  | Egitto                |                       |         | 37                    | Italia     | 31         |  |  |        |        |
|  | Stati Uniti d'America | 45                    |         | Stati Uniti d'America | 45         |            |  |  |        |        |
|  | Stati Uniti d'America | 45                    |         |                       | 45         |            |  |  |        |        |
|  |                       |                       |         |                       |            |            |  |  |        |        |
|  |                       |                       |         |                       |            |            |  |  |        |        |

### Finali 5º/8º posto
|  | Semifinali    | Semifinali    | Semifinali    |               |      | Finale 5º posto | Finale 5º posto | Finale 5º posto |  |
|  |               |               |               |               |      |                 |                 |                 |  |
|  | Brasile       | Brasile       | 41            |               |      |                 |                 |                 |  |
|  | Brasile       | Brasile       | 41            |               |      |                 |                 |                 |  |
|  | Cina          | Cina          | 43            |               |      |                 |                 |                 |  |
|  | Cina          | Cina          | 43            |               | Cina | Cina            | 45              |                 |  |
|  |               |               |               |               | Cina | Cina            | 45              |                 |  |
|  |               |               | Gran Bretagna | Gran Bretagna | 38   |                 |                 |                 |  |
|  | Gran Bretagna | Gran Bretagna | Gran Bretagna | Gran Bretagna | 38   | 45              |                 |                 |  |
|  | Gran Bretagna | Gran Bretagna |               |               |      | 45              |                 |                 |  |
|  | Egitto        | Egitto        | 35            |               |      | Finale 7º posto | Finale 7º posto | Finale 7º posto |  |
|  | Egitto        | Egitto        | 35            |               |      |                 |                 |                 |  |
|  |               |               |               |               |      |                 |                 |                 |  |
|  |               |               |               |               |      | Brasile         | Brasile         | 39              |  |
|  |               |               |               |               |      | Brasile         | Brasile         | 39              |  |
|  |               |               |               |               |      | Egitto          | Egitto          | 45              |  |

## Classifica finale
| Pos.    | Squadra               | Atleti                                                                  |
| ------- | --------------------- | ----------------------------------------------------------------------- |
| Oro     | Russia                | Timur Safin Aleksey Cheremisinov Artur Akhmatkhuzin Dmitry Zherebchenko |
| Argento | Francia               | Enzo Lefort Jérémy Cadot Erwan Le Péchoux Jean-Paul Tony Helissey       |
| Bronzo  | Stati Uniti d'America | Miles Chamley-Watson Race Imboden Alexander Massialas Gerek Meinhardt   |
| 4       | Italia                | Giorgio Avola Andrea Cassarà Daniele Garozzo Andrea Baldini             |
| 5       | Cina                  | Chen Haiwei Lei Sheng Ma Jianfei Shi Jialuo                             |
| 6       | Gran Bretagna         | James Davis Laurence Halsted Richard Kruse Marcus Mepstead              |
| 7       | Egitto                | Alaaeldin Abouelkassem Tarek Ayad Mohammed Essam Mohammed Hamza         |
| 8       | Brasile               | Henrique Marques Ghislain Perrier Guilherme Toldo Fernando Scavasin     |